# Jack Conway
Jack Ryan Conway (17. července 1887 – 11. října 1952) byl filmový režisér a producent a taktéž herec v mnoha filmech první poloviny 20. století.
Pod jménem John Conway působil jako spolurežisér, koproducent a herec. Byl otcem herce Pata Conwaye (společně s Virginií Bushmanovou). A také byl otcem spisovatelky Rosemary Conwayové (společně se svou první ženou, herečkou tichých filmů Violou Barryovou).

## Filmografie

### Režisér filmů
- Julia Misbehaves (1948)
- Desire Me (1947)
- The Hucksters (1947)
- High Barbaree (1947)
- Dragon Seed (1944)
- Assignment in Brittany (1943, podle románu Helen MacInnes)
- Crossroads (1942)
- Honky Tonk (1941)
- Love Crazy (1941)
- Boom Town (1940)
- Lady of the Tropics (1939)
- Let Freedom Ring (1939)
- Too Hot to Handle (1938)
- A Yank at Oxford (1938)
- Saratoga (1937)
- Libeled Lady (1936)
- A Tale of Two Cities (1935)
- One New York Night (1935)
- The Gay Bride (1934)
- The Girl from Missouri (1934)
- Tarzan and His Mate (1934)
- Viva Villa! (1934)
- The Solitaire Man (1933)
- The Nuisance (1933)
- Hell Below (1933)
- Red-Headed Woman (1932)
- But the Flesh Is Weak (1932)
- Arsène Lupin (1932)
- Just a Gigolo (1931)
- The Easiest Way (1931)
- New Moon (1931)
- The Unholy Three (1930)
- They Learned About Women (1930)
- Untamed (1929)
- Our Modern Maidens (1929)
- Alias Jimmy Valentine (1928)
- While the City Sleeps (1928)
- The Smart Set (1928)
- Bringing Up Father (1928)
- Twelve Miles Out (1927)
- The Understanding Heart (1927)
- Brown of Harvard (1926)
- Soul Mates (1925)
- The Only Thing (1925)
- The Hunted Woman (1925)
- The Roughneck (1924)
- The Heart Buster (1924)
- The Trouble Shooter (1924)
- Lucretia Lombard (1923)
- Sawdust (1923)
- What Wives Want (1923)
- Trimmed in Scarlet (1923)
- The Prisoner (1923)
- Quicksands (1923)
- Another Man's Shoes (1922)
- The Long Chance (1922)
- Don't Shoot (1922)
- Step on It! (1922)
- Across the Deadline (1922)
- A Daughter of the Law (1921)
- The Millionaire (1921)
- The Rage of Paris (1921)
- The Kiss (1921)
- The Servant in the House (1921)
- The Killer (1921)
- The Lure of the Orient (1921)
- The Spenders (1921)
- The U.P. Trail (1920)
- The Dwelling Place of Light (1920)
- Riders of the Dawn (1920)
- The Money Changers (1920)
- Lombardi, Ltd. (1919)
- A Diplomatic Mission (1918)
- Desert Law (1918)
- Her Decision (1918)
- Little Red Decides (1918)
- You Can't Believe Everything (1918)
- Because of a Woman (1917)
- Bond of Fear (1917)
- The Charmer (1917)
- Come Through (1917)
- A Jewel in Pawn (1917)
- Polly Redhead (1917)
- The Little Orphan (1917)
- Her Soul's Inspiration (1917)
- The Mainspring (1916)
- The Measure of a Man (1916)
- The Doctor's Decision (1916)
- The Torment (1916)
- The Social Buccaneer (1916)
- The Beckoning Trail (1916)
- The Silent Battle (1916)
- Bitter Sweet (1916)
- Judgment of the Guilty (1916)
- The Penitentes (1915)
- The Wrong Prescription (1914)
- The Struggle (1913/III)
- When Sherman Marched to the Sea (1913)
- The Old Armchair (1913)
- In the Long Run (1912)
- House of Pride (1912)
- His Only Son (1912)
- Her Indian Hero (1912)

### Herec ve filmech
- Roof Tops of Manhattan (1935)
- The Killer (1921)
- A Royal Democrat (1919)
- Restless Souls (1919)
- The Little Orphan (1917)
- Macbeth (1916)
- Bitter Sweet (1916)
- Big Jim's Heart (1915)
- Added Fuel (1915)
- Captain Macklin (1915)
- The Outcast (1915)
- What Might Have Been (1915)
- The Wrong Prescription (1914)
- The Wireless Voice (1914)
- Burning Daylight: The Adventures of 'Burning Daylight' in Alaska (1914)
- The Valley of the Moon (1914)
- The Chechako (1914)
- The Old Maid (1914)
- The Claim Jumper (1913)
- In the End (1913)
- Patsy's Luck (1913)
- The Trail of the Lonesome Mine (1913)
- Good-for-Nothing Jack (1913)
- The Struggle (1913)
- Soldiers Three (1913)
- Birds of Prey (1913)
- When Sherman Marched to the Sea (1913)
- Brought to Bay (1913)
- A Child of War (1913)
- Will o' the Wisp (1913)
- The Twelfth Juror (1913)
- When Lincoln Paid (1913)
- The Old Armchair (1913)
- The Civilian (1912)
- His Only Son (1912)
- The Boomerang (1912)
- Sundered Ties (1912)
- Uncle Bill (1912)
- The Alibi (1912)
- How Steve Made Good (1912)
- The Obligation (1912)
- The Soldier Brothers of Susanna (1912)
- The Undoing of Slim Bill (1912)
- The Bugler of Battery B (1912)
- A Gentleman of Fortune (1912)
- Hard Luck Bill (1912)
- The Land of Might (1912)
- The Squatter's Child (1912)
- The Mountain Daisy (1912)
- The Scalawag (1912)
- The Sheriff's Round-Up (1912)
- The Counting of Time (1912)
- The Thespian Bandit (1912)
- The Everlasting Judy (1912)
- The Post Telegrapher (1912)
- The Little Nugget (1912)
- The Love Trail (1912)
- Her Indian Hero (1912)
- Two Men and the Law (1912)
- Across the Sierras (1912)
- A Pair of Jacks (1912)
- The Fighting Chance (1912)
- The Battle of the Red Men (1912)
- The Empty Water Keg (1912)
- George Warrington's Escape (1911)
- A Painter's Idyl (1911)
- Coals of Fire (1911)
- John Oakhurst, Gambler (1911)
- Arizona Bill (1911)
- The Voyager: A Tale of Old Canada (1911)
- Kit Carson's Wooing (1911)
- The Totem Mark (1911)
- The Sheriff of Tuolomne (1911)
- Her Indian Mother (1910)
- The Indian Scout's Vengeance (1910)
- The Old Soldier's Story (1909)

### Producent filmů
- The Girl from Missouri (1934)
- Hell Below (1933)
- Just a Gigolo (1931)
- Our Modern Maidens (1929)